# Projeto de Restauração do Cairo Histórico

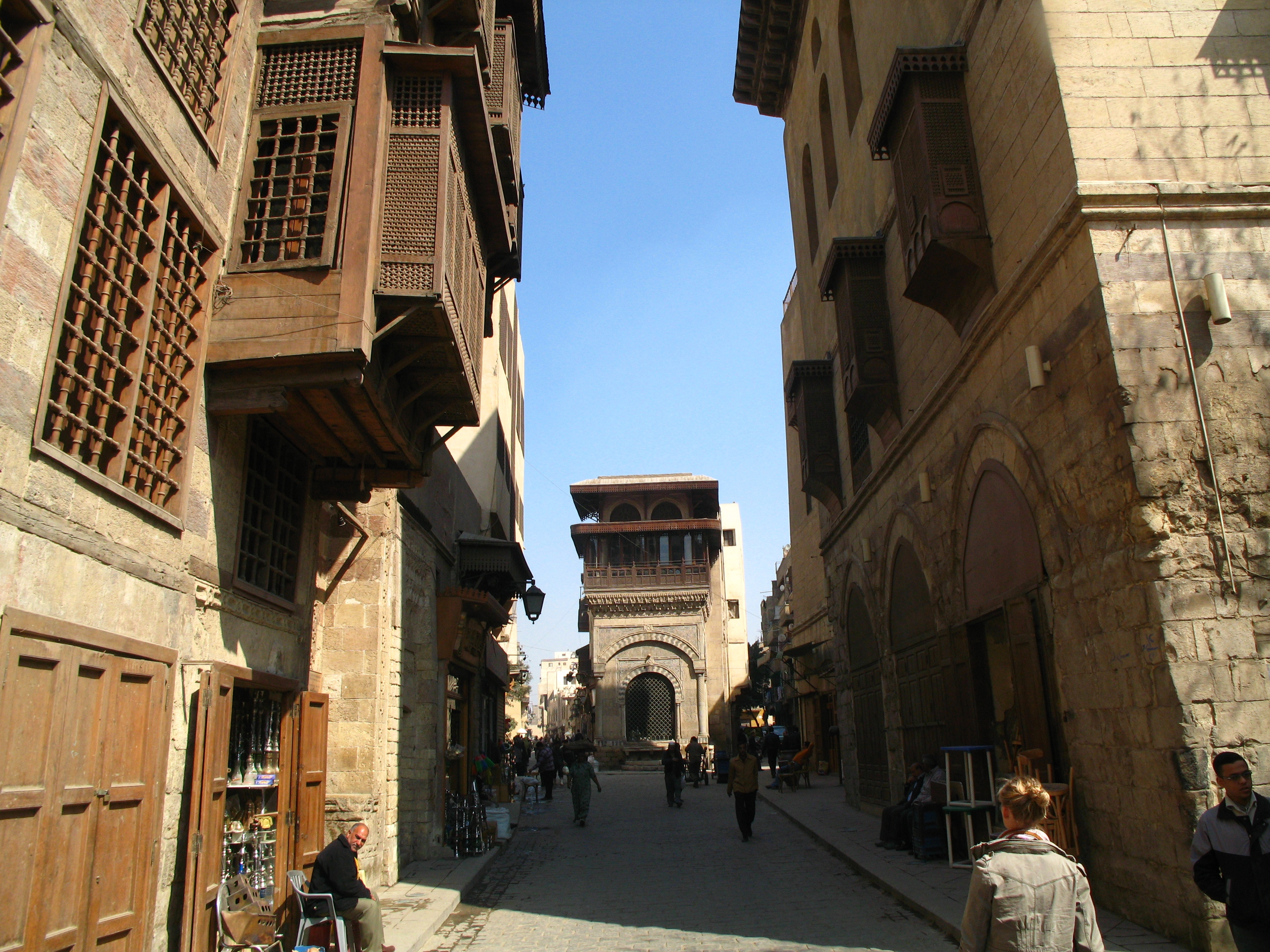
Vista actual dos monumentos do período mameluco e otomano em era fatimí de al-Qahira.

O Projecto de Restauração do Cairo Histórico ( HCRP) é um esforço dos governos do Egipto e da cidade do Cairo para restaurar e renovar o Cairo histórico, islâmico e medieval . Al-Qahira (O Cairo) foi oficialmente fundado em 969 pelos califas de fatimí como capital imperial e cidade amuralhada, justamente ao norte da capital anterior Fostate. O projecto tem duas partes: a reconstrução da zona histórica e a restauração dos seus monumentos.

## Conceito
O Projecto de Restauração do Cairo Histórico é um projecto iniciado pelos governos de Egipto e a cidade do Cairo. A intenção principal do projecto é criar novos museus numa sequência de lugares históricos num distrito de museus ao ar livre, que será amplamente acessível tanto para os cidadãos do Cairo como para os turistas. O projecto centra-se actualmente na restauração de monumentos históricos da época medieval de Fatimí no Cairo (969 - 1250). O número de possíveis monumentos históricos estima-se entre 450 e 630 estruturas.
Segundo o Ministério de Cultura, o plano do HCRP é «transformar toda a área num museu ao ar livre».  O HCRP está a focar-se primeiro neste distrito de artes islâmicas para ser parte do Museu Sem Fronteiras. Este é um museu organizado pela União Europeia, e o projecto da área de Fatimí fará parte do seu programa Euromed Heritage, "Arte islâmica no Mediterrâneo ".

### Projectos
Um conceito principal do projecto é apresentar os lugares históricos reais como as principais exibições deste museu ao ar livre ao proporcionar extensos recursos de informação e catálogos no lugar na cada um deles. Assim, os visitantes poderão experimentar verdadeiramente a cultura e a história do Egipto medieval ao ver as estruturas e os lugares enquanto aprendem ao mesmo tempo mais sobre eles a partir dos recursos no lugar.
Como parte deste projecto, para aumentar a acessibilidade dos visitantes, há planos para criar um caminho pavimentado ao longo da al-Muizz li-Din Allah, o principal caminho cerimonial do Cairo fatimí. Também há planos para demolir estruturas vernáculas adjacentes menos significativas para criar grandes meios de jardim ao redor dos pontos de referência.

## Críticas

### Contexto medieval
O HCRP tem emitido muitos planos, que se encontraram com a resistência de alguns cidadãos do Cairo. Por exemplo, os planos para criar jardins e passeios são vistos por alguns como um assalto ao desenho original medieval e denso e ao "«tecido urbano»" do Cairo fatimí que diminui o valor histórico dos lugares. A razão é que no Cairo medieval o contexto de um edifício estava determinado pela sua relação com os edifícios vizinhos. Os edifícios e monumentos de importância foram construídos intencionalmente adjacentes aos convencionais, para transmitir e melhorar o seu alto nível e prestígio. É este agrupamento urbano que realmente dá aos edifícios emblemáticos um contexto e um significado autênticos para que os visitantes possam experimentar. Alguns cidadãos pensam que ao eliminar este contexto dos edifícios, o HCRP está a diminuir o valor e o entendimento histórico de seus lugares de património.
Alguns experientes em conservação da arquitectura têm afirmado que o HCRP tem utilizado materiais de construção incorrectos em seu trabalho de conservação. Outros experientes em conservação afirmam que a intervenção em massa e imediata de pontos de referência, apesar dos erros inevitáveis, tem detido a ameaça de que muitos, simplesmente, desapareçam.